# Cardioglossa cyaneospila
Cardioglossa cyaneospila Laurent, 1950 è un anfibio anuro, appartenente alla famiglia degli Artroleptidi.

## Etimologia
Il nome specifico è dovuto all'insolito colore grigio bluastro.

## Distribuzione e habitat
È conosciuta dalle montagne su entrambi i lati del Rift Albertino nella Repubblica Democratica del Congo, in Uganda sudoccidentale, in Ruanda e nel Burundi sudoccidentale; forse la specie è più diffusa.